# Hypericum afrum
Hypericum afrum är en johannesörtsväxtart som beskrevs av Jean-Baptiste de Lamarck. Hypericum afrum ingår i släktet johannesörter, och familjen johannesörtsväxter. Inga underarter finns listade i Catalogue of Life.